# 小關山
小關山，位於臺灣臺東縣海端鄉利稻村與高雄市桃源區復興里、寶山里之間，為台灣百岳之一，百岳編號61。小關山高達3,249公尺，屬於中央山脈，小關山附近接連海諾南山、卑南主山等山。其特色為山形醒目，並為中央山脈主稜轉彎處。